# Javier Escribano Rodríguez
Javier Escribano Rodríguez (La Coruña, 9 de enero de 1981)[cita requerida] es un economista   que ejerció como presidente local y provincial de Nuevas Generaciones del Partido Popular en La Coruña y fue  diputado en el Parlamento de Galicia entre 2009 y 2011.
Actualmente esta desligado a la política

## Trayectoria personal
Nacido en La Coruña, es licenciado en administración y dirección de empresas por la Universidad a Distancia de Madrid. En 2014 obtiene un International Master in Business Administration (IMBA) por la IE Business School.

## Trayectoria política
Se afilió al Partido Popular en 1999.[cita requerida] En febrero de 2007, contando 26 años, fue elegido presidente de Nuevas Generaciones por cinco votos de diferencia frente a una candidatura alternativa. En noviembre de 2007 fue elegido presidente de Nuevas Generaciones de la provincia de La Coruña, tras otro competido congreso. En abril de 2009 toma posesión como diputado del Parlamento de Galicia. Tan sólo dos años y medio más tarde, en noviembre de 2011, se ve obligado a dimitir de su cargo para no dañar la imagen de su partido, tras ser imputado en vísperas de las elecciones generales de ese mismo año.

## Operación Arena
La investigación se produjo en el marco de la denominada Operación Arena, en la que el industrial Fermín Duarte era investigado por la importación de áridos procedentes de Holanda a tavés de la empresa Manmer. La empresa había sido denunciada por la Asociación Galega de Áridos por presunto uso de un árido tóxico y contaminante que importaba de Holanda en barco y se descargaba en Ferrol, denuncia que fue archivada por la Fiscalía de Medio Ambiente en 2010 alegando que los datos aportados "no son suficientes ni indicativos" para determinar un hecho delictivo y que el material reciclado no suponía riesgo para el medioambiente y la salud. Fermín Duarte denunciaba una operación de acoso por parte de sus competidores autóctonos, y mostraba el documento de marcado CE, que expide la Unión Europea, y que permitía su comercialización en España para reutilizar como firme. Duarte, que había conocido a Escribano a raíz de la compraventa de un automóvil Porsche de segunda mano, le habría pedido que intercediese por él ante la Junta de Galicia en calidad de diputado autonómico a fin de desbloquear la situación de este caso en el que se entremezclaban temas medioambientales, de competencia y de reconocimiento mutuo en el marco del mercado interior de la Unión Europea. Escribano habría accedido a esta intermediación, lo que le valió su imputación por cohecho y tráfico de influencias.
Seis meses tras su dimisión, el titular del Juzgado de Instrucción número 3 de Ferrol sobresee el caso al considerar que, «tras la profunda investigación», la conclusión es que «no se han obtenido suficientes indicios racionales de criminalidad como para afrontar una fase de enjuiciamiento». También considera que no hubo tráfico de influencias porque la actuación o gestiones del diputado, que dimitió al estallar el escándalo, entra «dentro de lo razonable al transmitir a la autoridad administrativa la problemática que se planteaba a Fermín Duarte en la comercialización del árido».

## Controversia
El caso Escribano ha generado controversia en el seno del Partido Popular. A raíz de la repentina muerte de Rita Barberá en 2016, se reabrió una reflexión interna sobre el trato que se les da a los miembros del partido que son investigadas en un procedimiento judicial. El caso Escribano resurgió en el marco de este debate, por considerar algunos destacados militantes que este fue sometido a un trato injusto y discriminatorio, y que sigue pendiente de ser resarcido tras su plena exculpación judicial.

## Retorno a la actividad política
En febrero de 2016, Javier Escribano anunciaba su intención de concurrir con Diego Calvo para presidir el PP provincial coruñés. Posteriormente, se retiraría de la carrera, al entender que no se daban las condiciones "democráticas" para poder concurrir al congreso. En todo caso, reivindicó su apuesta por la "democracia interna", no descartando presentarse a otros congresos. En marzo de 2017, Escribano presenta las firmas necesarias para concurrir con la exconselleira Beatriz Mato por la presidencia del PP local coruñés, para lo cual habría de reunir 350 avales. La campaña de recogida de avales fue una reñida en la exconselleira llegó a pedir a la militancia que la ayudase a "ganar por goleada" y a "humillar" a su oponente Escribano. Escribano asegura que ha "certificado ante notario" los 350 avales que le permiten dar la batalla por liderar el PP local de La Coruña, pero el comité organizador del congreso introduce una nueva norma que exige a los afiliados estar al día en el pago de sus cuotas para poder avalar una candidatura, lo que los seguidores de Escribano consideran "arbitrario" y "absurdo" puesto que los avales exigidos "superan a los afiliados con cuota al día". El asunto termina en los juzgados, que si bien rechazan suspender cautelarmente el congreso, admiten a trámite la demanda contra el PP por “irregularidades” en el congreso en la que Escribano asegura que se improvisaron requisitos en medio del proceso para perjudicarle. La demanda se resuelve amistosamente tras la intermediación del presidente provincial del PP de La Coruña, Diego Calvo, con el nombramiento de Escribano como responsable del área de Estudios, así como la incorporación de personas afines a este en distintas responsabilidades dentro del partido.